# Pisidice anthracina
Pisidice anthracina är en insektsart som beskrevs av Victor Lallemand 1933. Pisidice anthracina ingår i släktet Pisidice och familjen spottstritar. Inga underarter finns listade i Catalogue of Life.